# 胡鎬
胡鎬（1451年—？），字京濟，江西撫州府樂安縣人，民籍，明朝政治人物。

## 生平
江西鄉試第三十三名舉人。成化二十三年（1487年）中式丁未科會試第一百八十二名，三甲第一百一十一名進士。

## 家族
曾祖胡伯彬；祖父胡懋昭；父胡厚善，母鄧氏。慈侍下。弟時崖。